# Leptomyxidae
Leptomyxidae is een familie in de taxonomische indeling van de Amoebozoa. Deze micro-organismen hebben geen vaste vorm en hebben schijnvoetjes. Met deze schijnvoetjes kunnen ze voortbewegen en zich voeden.

## Geslachten
De familie bestaat uit de volgende geslachten:
- Leptomyxa
- Rhizamoeba